# Telmatobufo
Telmatobufo is een geslacht van kikkers uit de familie Calyptocephalellidae. De groep werd voor het eerst wetenschappelijk beschreven door Karl Patterson Schmidt in 1952.
Er zijn vier soorten, inclusief de pas in 2010 beschreven soort Telmatobufo ignotus. Alle soorten leven in Zuid-Amerika en komen endemisch voor in de laaglanden van Chili.

## Taxonomie
Geslacht Telmatobufo
- Telmatobufo australis Formas, 1972
- Telmatobufo bullocki Schmidt, 1952
- Telmatobufo ignotus Cuevas, 2010
- Telmatobufo venustus (Philippi, 1899)

Calyptocephalella · Telmatobufo